# دهوک مغل پتهان
دهوک مغل پتهان (به انگلیسی: Dhok Mughal Pathaan) یک منطقهٔ مسکونی در پاکستان است که در پنجاب واقع شده‌است.